# آدام مارکوس (ریاضیدان)
آدام مارکوس (انگلیسی: Adam Marcus؛ زادهٔ ۱۹۷۹ (۴۵–۴۶ سال)) دانشمند در زمینه ریاضیات اهل ایالات متحده آمریکا است.
وی همچنین برندهٔ جوایزی همچون برنامه فولبرایت شده‌است.

## تحصیلات
او از دانش‌آموختگان دانشگاه واشینگتن در سن‌لوئیس است.